# Atuna cordata
Espèce
Classification APG III (2009)
Statut de conservation UICN

 VU D2 : Vulnérable
Atuna cordata est une espèce de plante à fleurs de la famille des Chrysobalanaceae. C'est un arbre originaire de l'état du Sabah de l'île de Bornéo.

## Description
Arbre atteignant 40 mètres de haut.

## Répartition
Arbre endémique, localement commun sur les sols ultramafiques du Sabah, jusqu'à 1 200 mètres d'altitude. Sa conservation est liée au risque de déforestation.